# 1215
Năm 1215 là một năm trong lịch Julius.